# Sarah Caulfield
Sarah Caulfield es un personaje ficticio de la serie de televisión británica Spooks, interpretada por la actriz irlandesa Genevieve O'Reilly, en siete episodios del 2009.  

## Octava Temporada (2009)
Sarah es una Agente de la CIA y oficial de enlace del MI5. 
Durante esta temporada se convierte en la amante de Lucas North. Durante el quinto episodio el equipo descubre que Sarah está involucrada con la muerte de Samuel Walker.
Caulfield se vio obligada a huir después de ser expuesta como una agente de Nightingale. Más tarde es asesinada por un sicario bajo las órdenes de Nightingale, después de  ser capturada por el MI5. 